# 宮澤ありさ
宮澤 ありさ（みやざわ ありさ、1989年11月24日 - ）は、日本の女優、ファッションモデル。スペースクラフト所属。2016年8月までの旧名義は、若月 さら（わかつき さら）。

## 略歴
- 1989年11月24日、長野県に生まれる。
- 1994年「第2回ミキハウスモデルオーディジョン」5万5721人の中からグランプリ受賞。
- 2003年3月30日「第2回ラブベリー読者モデルオーディション」5036人の中からグランプリ受賞。
- 2016年9月1日　活動名を「宮澤ありさ」に改名[1]。

## 人物
軽井沢高等学校出身。好きな色は白。
幼少期よりクラシックバレエ、ジャズダンスを習う。
2016年に結婚。

## 出演

### テレビ・ドラマ
- MAGISTER NEGI MAGI 魔法先生ネギま!（2007年10月3日 - 2008年3月26日、テレビ東京） - ヒロイン 神楽坂明日菜役
- アテンションプリーズSP
- 出没!アド街ック天国（テレビ東京）
- 白熱ライブ ビビット（TBS）
- NTT東日本 フレッツ光 Wi-Fi恋愛マニュアル「わがままな、あの子」 - 主演 優子・レイ子（双子）役

### CM
- セイカ食品 ボンタンアメ「なかよし時間。」篇
- 大正製薬「VICKS」
- シノケン「自分の未来」編
- 味の素「Do you know umami? / おいしさの真ん中にうま味」篇（2008年3月25日 - ）
- ベスト学院  「夢への一歩」篇
- Kanebo SALA（2014年3月）
- 東日本旅客鉄道 suica「電子マネー10周年ありがとう」篇
- 森永乳業 濃密ギリシャヨーグルト パルテノ「ミス・パルテノ」篇（2014年）
- オークローンマーケティング ワンダーコア スマート「倒れるだけで・収納」篇（2015年4月28日 - ）
- 武田薬品工業 アリナミン7 / アリナミンゼロ7「ボールマジック」篇、「7つの挑戦」篇（2015年6月15日 - ）
- ネッツトヨタ静岡「お客様のため」編、「ハイブリッド・整備」、「わたしのVOXY」編、「しずかなアクア」編、「女性はVOXYが好き 花占い」編、それぞれのAQUA編 - アクアしずか役
- Panasonic 美容家電「Panasonic Beauty」

### CD
- Pink Generation 麻帆良学園3-A生徒31人 OP
- 31S'LOVE「Be Yourself」（2007年11月21日、キングレコード株式会社）
- Single「Endless Sky」A×K（藍原みほ、若月さら）

### ライブ
- ネギま！製作発表会ライブ Shibuya O-East（2007年9月1日）
- 麻帆良学園学外ライブin SHIBUYA-AX（2007年11月27日）
- 野外音楽祭Vol.1〜バカレンジャー参上〜 サンストリート亀戸 マーケット広場（2007年12月1日）
- 野外音楽祭vol.3〜2学期学園祭〜 サンストリート亀戸 マーケット広場（2008年3月29日）
- 魔法先生ネギま！部（仮）タブルイベント　SHIBUYA-AX（2008年4月12日）

### 雑誌・書籍
- 徳間書店「ラブベリー」専属モデル
- 講談社「ディズニーファン」
- 小学館「美的」
- 講談社「VoCE」
- 学研「FYTTE」
- 学研「一生太らない！1週間プログラム」松井薫監修
- 日経BP「日経ウーマン」

### スチール
- JEANS MATE
- LUMIXカタログ(2009)
- REGAL「Season style」
- エスエス製薬「アレジオン10」
- 福助「満足」
- JTBベネフィット 福利厚生サービス
- VIRINA
- OTTO JAPAN